# Fritz Henck
Fritz Henck (* 8. Dezember 1868 in Rostock; † 25. November 1928 ebenda) war ein deutscher Politiker (SPD).

## Leben und Beruf
Fritz Henck wurde am 8. Dezember 1868 in Rostock geboren. Nach dem Volksschulabschluss absolvierte er ein Zimmererlehre, arbeitete bis 1900 in diesem Beruf und war seit 1895 Vorsitzender der Filiale des Zimmererverbandes in Rostock. Von 1900 bis 1903 war er zunächst als Expedient, von 1903 bis 1905 dann als Redakteur bei der Mecklenburgischen Volkszeitung tätig. Von Oktober 1905 bis 1918 sowie seit 1920 wirkte er als Arbeitersekretär in Rostock. Im Januar 1919 wurde er Redakteur der kurzzeitig erscheinenden Volkswehr-Zeitung für die Soldaten der deutschen Republik. Fritz Henck starb am 25. November 1928 in seiner Heimatstadt.

## Politik
Henck trat in die SPD ein und war von 1905 bis 1913 Mitglied der Rostocker Bürgervertretung. 1919 wurde er in den Mecklenburg-Schwerinschen Landtag gewählt, dem er bis 1921 angehörte. Vom 13. Dezember 1918 bis zum 14. Juli 1920 amtierte er als Justizminister in der von Ministerpräsident Hugo Wendorff geführten Regierung des Freistaates Mecklenburg-Schwerin. In dieser Funktion leitete er auch die Abteilung für Sozialpolitik sowie die für Presse- und Verkehrswesen.